# Mario Tadini

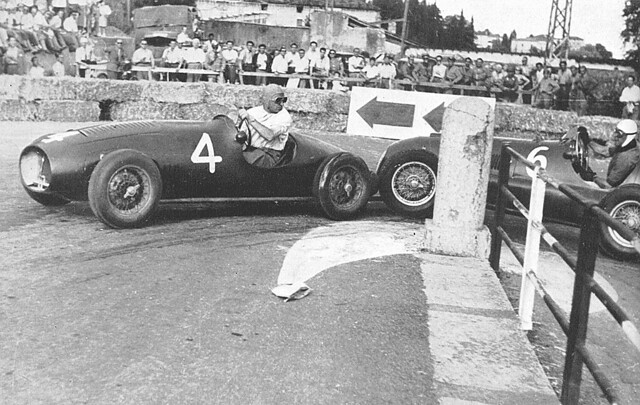

Mario Tadini (ur. w 1905 r., zm. w 1983) – przedsiębiorca z Bolonii, kierowca wyścigowy-amator. Współzałożyciel i do 1932 udziałowiec Scuderia Ferrari. Ma na swoim koncie szereg zwycięstw m.in. Coppa Ciano 1935 (na P3) i GP di Lucca 1935 i 36 (na 8C-35). Obok Hansa Stucka czołowy specjalista swoich czasów w wyścigach górskich; wygrał m.in. 4 razy Col di Stevio w latach 1933 (na 8C 2600 Monza) do 1936 (na 8C 2900A), Grossglockner 1935 (na P3), w 1937 r. Parma – Poggio di Berceto (na 12C-36) i Susa-Moncenisio. 1949 krótka próba wznowienia startów na Ferrari w Formule 2.